# Liwā' ‘Ayn al Bāshā
Liwā' ‘Ayn al Bāshā (arabiska: لواء عين الباشا) är ett departement i Jordanien.   Det ligger i guvernementet Balqa, i den norra delen av landet, 19 km nordväst om huvudstaden Amman.